# Noailly
Noailly est une commune française située dans le département de la Loire, en région Auvergne-Rhône-Alpes.

## Géographie

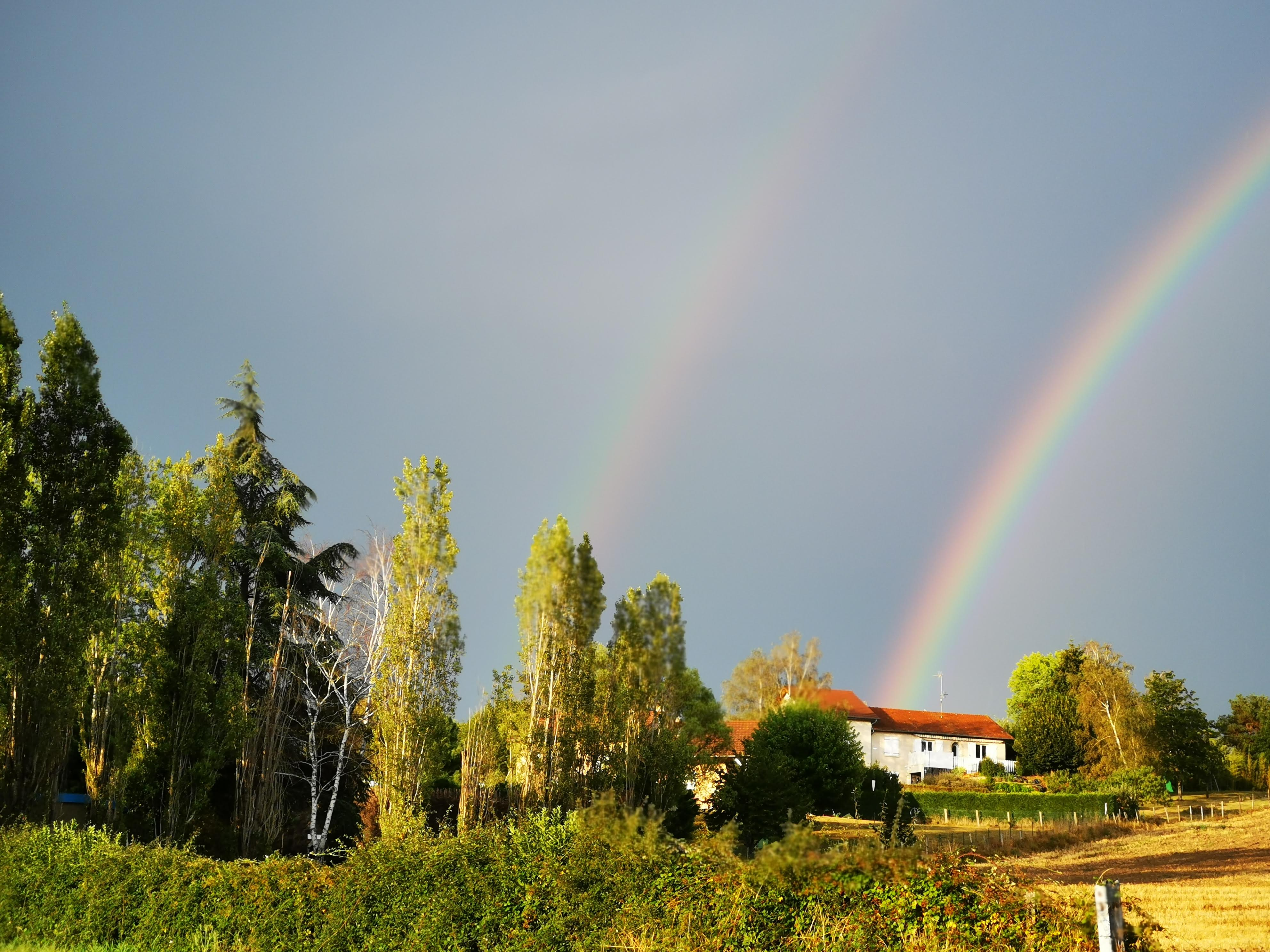
Un écrin de verdure.

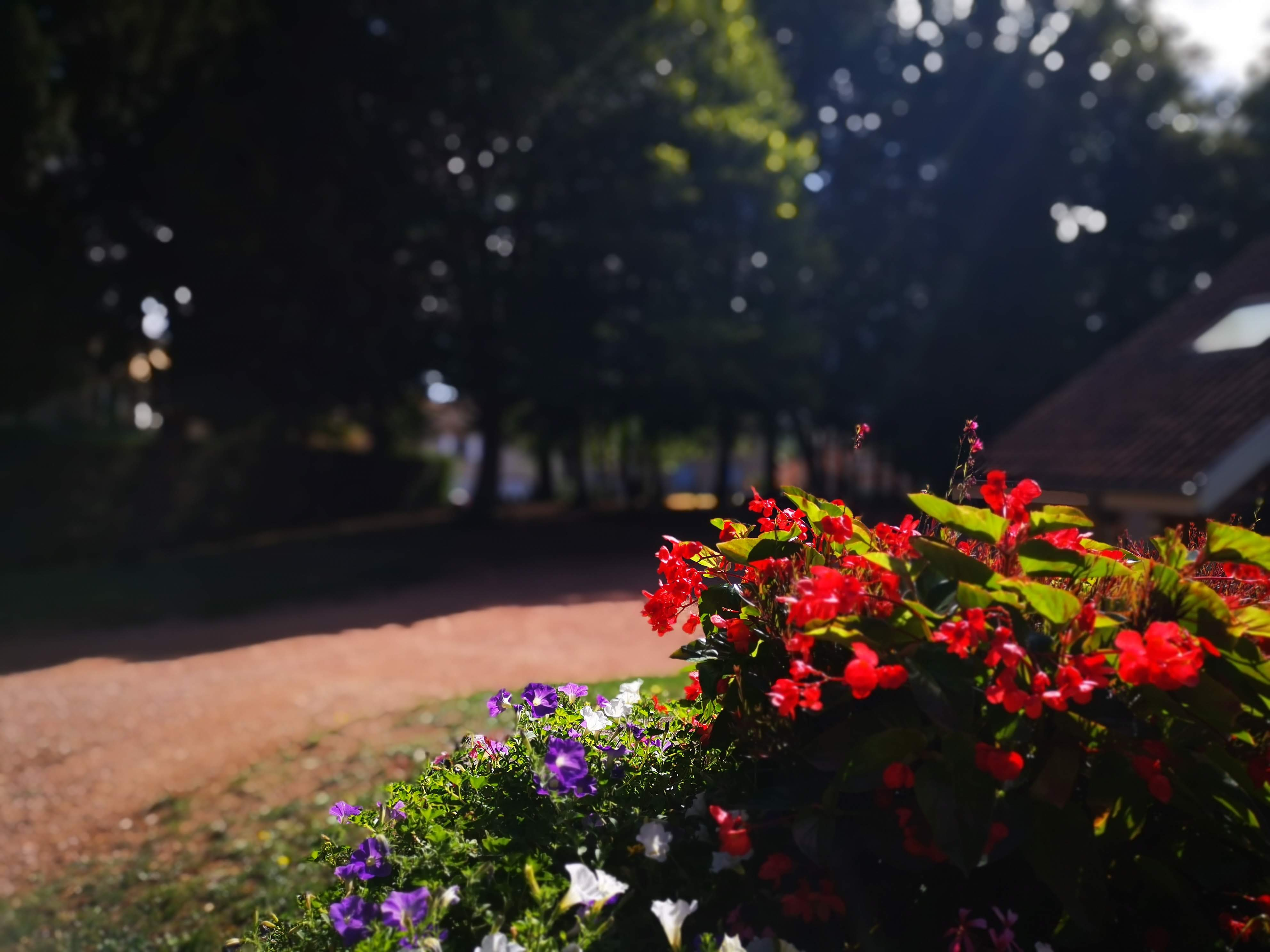
Le parc de la MTL.

Noailly, est située dans une plaine de la Côte Roannaise, à une altitude de 320 m et s’étend sur une superficie de 3 145 ha où sont implantées de grandes fermes élevant du charolais[Quoi ?].
Noailly se trouve sur le chemin de Saint Jacques de Compostelle, tronçon secondaire de Cluny au Puy, entre La Bénisson-Dieu et Saint Romain-la-Motte.
Noailly est à 14 km de Roanne et à 12 km d'Ambierle.
La forêt de Lespinasse s'étend pour plus de 250 ha dans la commune.
La commune est traversée par la rivière  la Teyssonne, affluent de la Loire.

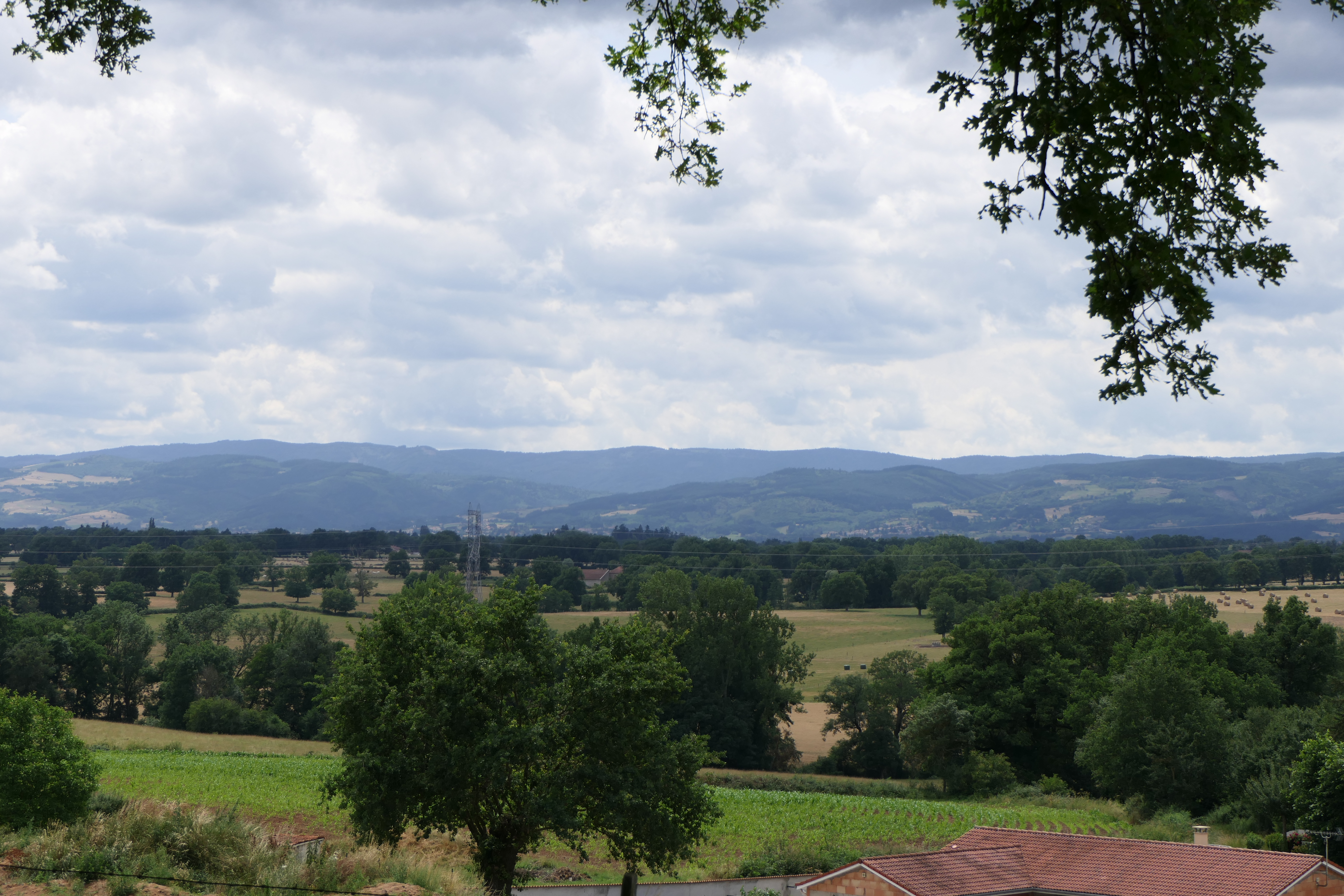
Panorama vu de l'église de Noailly.

### Climat
Pour des articles plus généraux, voir Climat d'Auvergne-Rhône-Alpes et Climat de la Loire.
En 2010, le climat de la commune est de type climat océanique dégradé des plaines du Centre et du Nord, selon une étude du Centre national de la recherche scientifique s'appuyant sur une série de données couvrant la période 1971-2000. En 2020, Météo-France publie une typologie des climats de la France métropolitaine dans laquelle la commune est exposée à un climat de montagne ou de marges de montagne et est dans la région climatique Centre et contreforts nord du Massif Central, caractérisée par un air sec en été et un bon ensoleillement.
Pour la période 1971-2000, la température annuelle moyenne est de 10,5 °C, avec une amplitude thermique annuelle de 16,8 °C. Le cumul annuel moyen de précipitations est de 770 mm, avec 10,8 jours de précipitations en janvier et 7,3 jours en juillet. Pour la période 1991-2020, la température moyenne annuelle observée sur la station météorologique de Météo-France la plus proche, « Riorges - Man », dans la commune de Riorges à 10 km à vol d'oiseau, est de 12,3 °C et le cumul annuel moyen de précipitations est de 711,4 mm,. Pour l'avenir, les paramètres climatiques de la commune estimés pour 2050 selon différents scénarios d'émission de gaz à effet de serre sont consultables sur un site dédié publié par Météo-France en novembre 2022.

## Urbanisme

### Typologie
Au 1er janvier 2024, Noailly est catégorisée commune rurale à habitat dispersé, selon la nouvelle grille communale de densité à sept niveaux définie par l'Insee en 2022.
Elle est située hors unité urbaine. Par ailleurs la commune fait partie de l'aire d'attraction de Roanne, dont elle est une commune de la couronne,. Cette aire, qui regroupe 88 communes, est catégorisée dans les aires de 50 000 à moins de 200 000 habitants,.

### Occupation des sols
L'occupation des sols de la commune, telle qu'elle ressort de la base de données européenne d’occupation biophysique des sols Corine Land Cover (CLC), est marquée par l'importance des territoires agricoles (76 % en 2018), une proportion sensiblement équivalente à celle de 1990 (76,3 %). La répartition détaillée en 2018 est la suivante : prairies (68 %), forêts (23,1 %), zones agricoles hétérogènes (5,6 %), terres arables (2,3 %), zones urbanisées (0,9 %). L'évolution de l’occupation des sols de la commune et de ses infrastructures peut être observée sur les différentes représentations cartographiques du territoire : la carte de Cassini (XVIIIe siècle), la carte d'état-major (1820-1866) et les cartes ou photos aériennes de l'IGN pour la période actuelle (1950 à aujourd'hui).

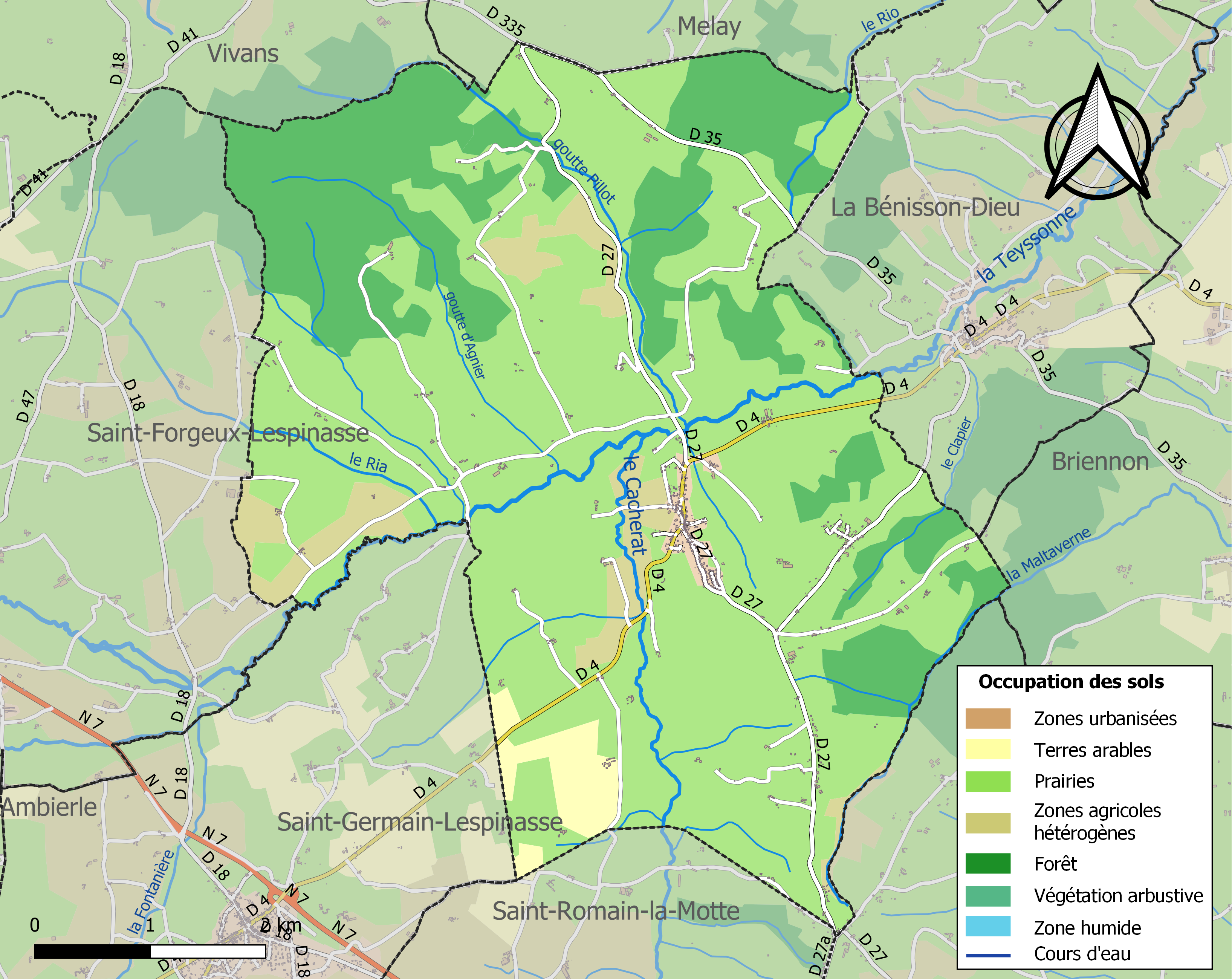
Carte des infrastructures et de l'occupation des sols de la commune en 2018 (CLC).

## Tomonymie
Le toponyme « Noailly » issu de « Novaliacu » désigne à l'origine des terres du fisc gallo-romain défrichées et mise en culture,.

## Histoire
Seigneurie des Le Blanc, vicomtes de Mâcon, jusqu'au premier quart du XIIIe siècle, vassaux des comtes du Forez pour cette terre. À l'extinction des Le Blanc, elle passe aux Lespinasse au XIIIe siècle. Vers 1300, Noailly appartient à Étienne de Lespinasse.
Enfin Noailly revient au XVe siècle aux Marcilly puis aux Talaru-Chalmazel.

### Vestiges néolithiques et gallo-romains
Prieuré de l'abbaye de Savigny au XIe siècle.

### Architecture civile
- Le château de La Motte XVIIe siècle, restauré XIXe siècle en style néo-médiéval ; parc de 8 hectares (Hôtel 3 étoiles et chambres d'hôtes).
- Le château de Briquelandière, toiture XVIIe siècle.
- Le manoir rustique de Joux.

### Architecture sacrée

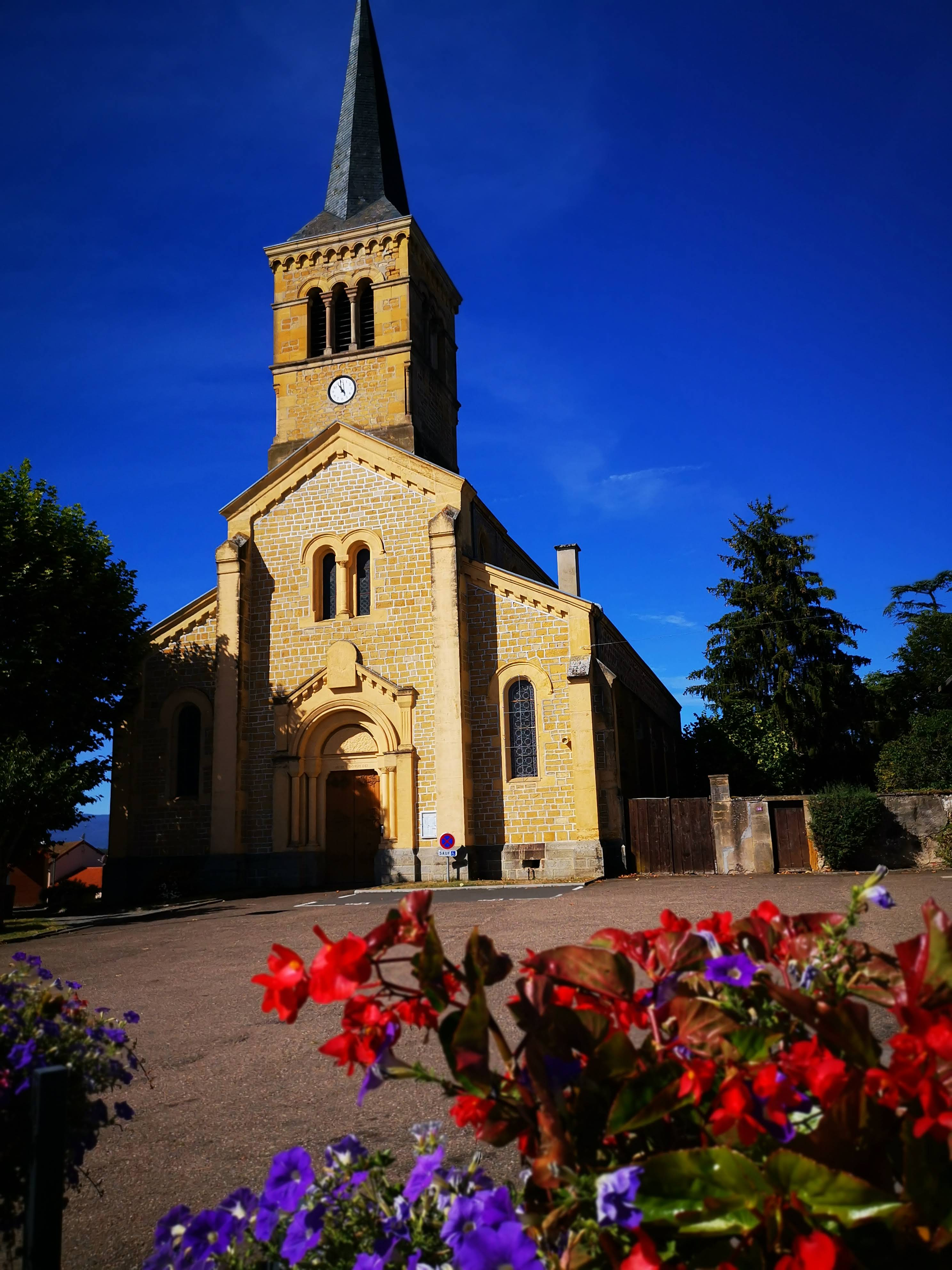

Forte église XIXe siècle néo-romane : clocher en façade, chevet polygonal ; autel en bois doré.
Ruines du prieuré XVIe siècle.
Chapelle mortuaire de la famille Alcock, datant de 1878, elle se situe dans le parc de la MTL.

### XXIesiècle
Depuis le 1er janvier 2013, la communauté de communes de la Côte roannaise dont faisait partie la commune s'est intégrée à la communauté d'agglomération Roannais Agglomération.

## Blasonnement
| Blason | Blasonnement : De sable semé de molettes d’or au lion du même, armé et lampassé de gueules, brochant. |

## Politique et administration
Petit village de la Loire dans la région Auvergne-Rhône-Alpes, Noailly fait partie du canton de Renaison.
Située à 310 mètres d'altitude et voisine des communes de La Bénisson-Dieu et de Saint-Germain-Lespinasse, 750 habitants (appelés les Noaillerots et les Noaillerottes) résident dans la commune de Noailly sur une superficie de 31,5 km² (soit 23,8 hab/km²).
La plus grande ville à proximité de Noailly est la ville de Riorges située au sud-est de la commune à 11 kilomètres. Les rivières la Teyssonne et le Cacherat sont les principaux cours d'eau qui traverse le village de Noailly.
| Période                                  | Période   | Identité         | Étiquette | Qualité |
| ---------------------------------------- | --------- | ---------------- | --------- | ------- |
| Les données manquantes sont à compléter. |           |                  |           |         |
| 1871                                     | 1875      | Antoine Paire    |           |         |
| juin 1980                                | juin 1995 | Noël Morin       |           |         |
| juin 1995                                | mars 2008 | Jean-Paul Philip |           |         |
| mars 2008                                | En cours  | Alain Bardet     |           |         |

## Démographie
L'évolution du nombre d'habitants est connue à travers les recensements de la population effectués dans la commune depuis 1793. Pour les communes de moins de 10 000 habitants, une enquête de recensement portant sur toute la population est réalisée tous les cinq ans, les populations de référence des années intermédiaires étant quant à elles estimées par interpolation ou extrapolation. Pour la commune, le premier recensement exhaustif entrant dans le cadre du nouveau dispositif a été réalisé en 2007.

En 2022, la commune comptait 814 habitants, en évolution de +1,12 % par rapport à 2016 (Loire : +1,32 %, France hors Mayotte : +2,11 %).
| 1793  | 1800  | 1806  | 1821  | 1831  | 1836  | 1841  | 1846  | 1851 |
| ----- | ----- | ----- | ----- | ----- | ----- | ----- | ----- | ---- |
| 1 000 | 1 158 | 1 009 | 1 090 | 1 089 | 1 082 | 1 171 | 1 222 | 821  |

| 1856 | 1861 | 1866 | 1872 | 1876 | 1881 | 1886 | 1891 | 1896  |
| ---- | ---- | ---- | ---- | ---- | ---- | ---- | ---- | ----- |
| 862  | 851  | 933  | 896  | 969  | 926  | 928  | 984  | 1 038 |

| 1901 | 1906 | 1911 | 1921 | 1926 | 1931 | 1936 | 1946 | 1954 |
| ---- | ---- | ---- | ---- | ---- | ---- | ---- | ---- | ---- |
| 942  | 922  | 840  | 678  | 697  | 642  | 577  | 548  | 568  |

| 1962 | 1968 | 1975 | 1982 | 1990 | 1999 | 2006 | 2007 | 2012 |
| ---- | ---- | ---- | ---- | ---- | ---- | ---- | ---- | ---- |
| 561  | 553  | 526  | 624  | 727  | 719  | 735  | 737  | 804  |

| 2017 | 2022 | - | - | - | - | - | - | - |
| ---- | ---- | - | - | - | - | - | - | - |
| 802  | 814  | - | - | - | - | - | - | - |

312 des 812 habitants de Noailly ont, en 2014, moins de 30 ans, 327 ont entre 30 et 59 ans et 172 ont 60 ans et plus.
Les personnes âgées de 15 à 64 ans sont (en 2014) au nombre de 526), 64,3 % sont des actifs ayant un emploi, 6,9 % des chômeurs, 7,7 % des élèves, étudiants ou stagiaires, et 5,8 % d’autres actifs.
Les 340 personnes qui résident dans la commune et qui ont un emploi sont des salariés pour 269 d’entre eux et pour 72 des non salariés.

## Logement
Il existe 341 logements dans la commune, 306 sont des résidences principales, 17 des résidences secondaires ou des logements occasionnels et 12 sont des logements vacants.

## École
Il existe une école primaire au bourg de Noailly.

## Lieux et monuments
Vous allez découvrir à Noailly : 
- Le Centre équestre Les Attelages du Bois Rond.
- La Forêt départementale de Lespinasse.
- Le Bois de Briquelandière.
- L'église Saint-Pierre de Noailly et son clocher datant de 1868.
- La chapelle de la famille Alcock, construite en 1878, qui se situe dans le parc de la MTL, elle a été construite pour servir de chapelle mortuaire par Clémentine Alcock. Elle est propriété de la commune depuis 1983.
- Les Vallées de la Teyssonne et du Cacherat.
- le Parc de la MTL.
- Le Château de la Motte est un Hôtel 3 Etoiles/Gîte d'Hôtes.
- Le Château de la Briquelandière (privé).
- le Manoir de Joux (Veillas Dumarest)

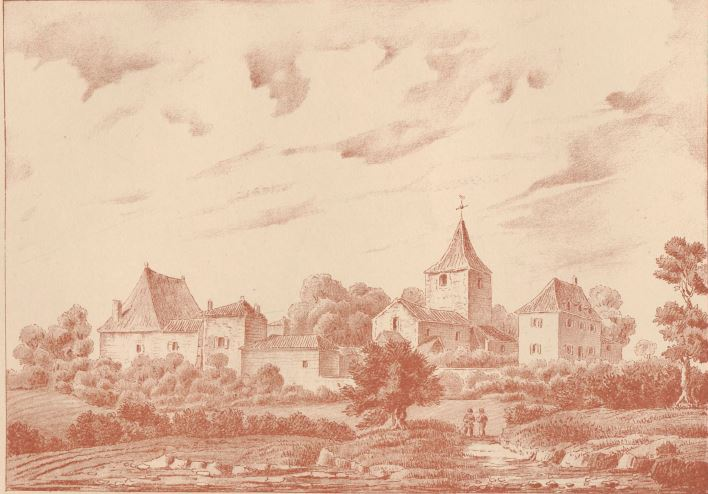
Noailly, Dessin publié en 1892 - 1894.
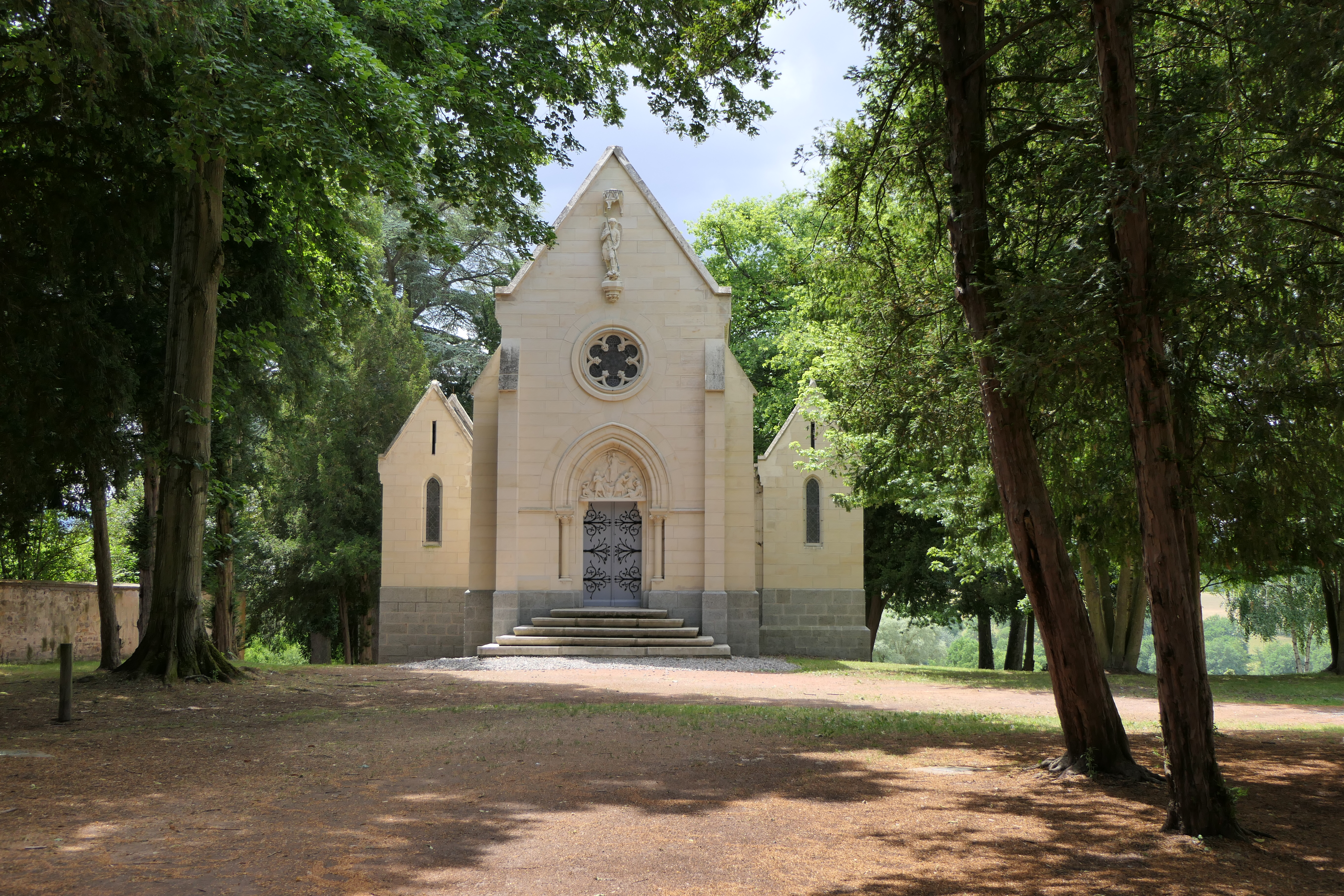
Chapelle Alcock.
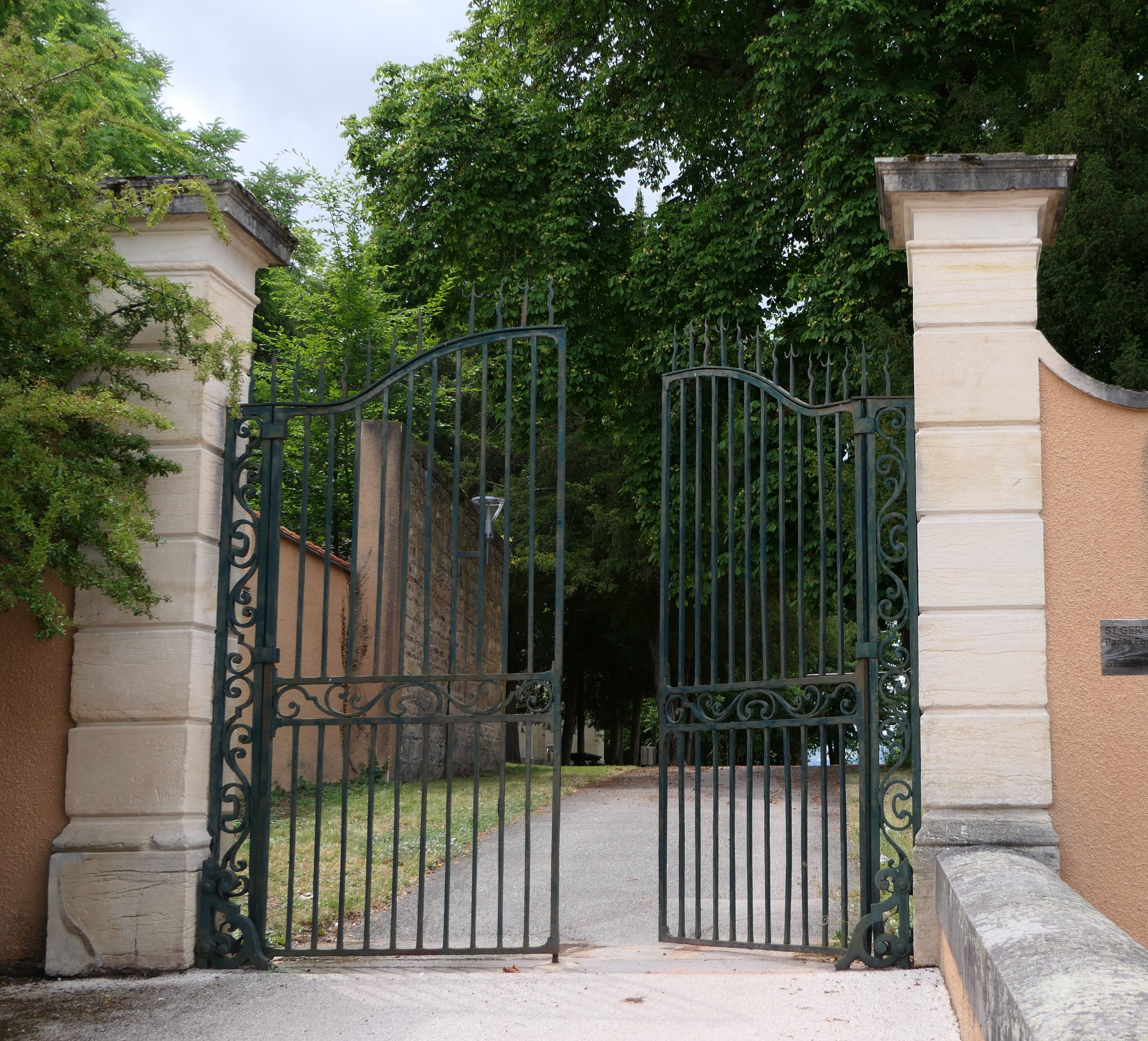
Grille en fer forgé (accès à la chapelle).

## Services
- École primaire publique.
- Mairie.
- Location de la salle « MTL » Maison du Temps Libre.

## Commerces
- Épicerie Au Panier Garni ouverte tous les jours
- Boutique de vêtements PEPONE au lieu-dit Garambeau.
- Restaurant M'ange & moi situé sur la place Verdun, face à l'église.

## Loisirs
- Bibliothèque ouverte chaque premier samedi du mois (à côté du terrain multi-sports)
- Poney-club de Joux (au hameau Joux)
- Club de marche
- Balades dans la forêt de Lespinasse (10 min en voiture du bourg)
- Terrain multi-sports (en face de l'église)

## Manifestations
- Marché de printemps (sous des écoles) dimanche 5 mai 2013 ;
- Marche du 8 mai ;
- Fête patronale (comité des fêtes) le 1er week-end de juillet ;
- Quiz (sous des écoles) ;
- Fête de classes le 1er week-end de septembre ;
- Bourse des placomusophiles du Roannais début octobre.